# Барон Дамори
Барон Дамори (англ. Baron Damory) — английский аристократический титул, дважды создававшийся в XIV веке для представителей рыцарского рода Дамори, владевших землями в Оксфордшире, Бакингемшире и Сомерсете. Впервые этот титул был пожалован 24 ноября 1317 года Роджеру Дамори, фавориту короля Эдуарда II. Позже Роджер примкнул к мятежу, в 1322 году был осуждён за измену, но ещё до казни умер от ран, полученных в бою. Его дочь Элизабет считается 2-й баронессой Дамори suo jure (в собственном праве), но её потомки Бардольфы этот титул не носили.
В 1326 или 1327 годах баронский титул получил старший брат Роджера Ричард. Его единственный сын, носивший то же имя, умер в 1375 году бездетным, и больше этот титул не использовался.